# جورج هنري إليس
جورج هنري إليس (بالإنجليزية: George Henry Ellis)‏ هو بحار أمريكي، ولد في 26 أكتوبر 1875 في بيوريا في الولايات المتحدة، وتوفي في 3 يوليو 1898.